# La favola d'Orfeo

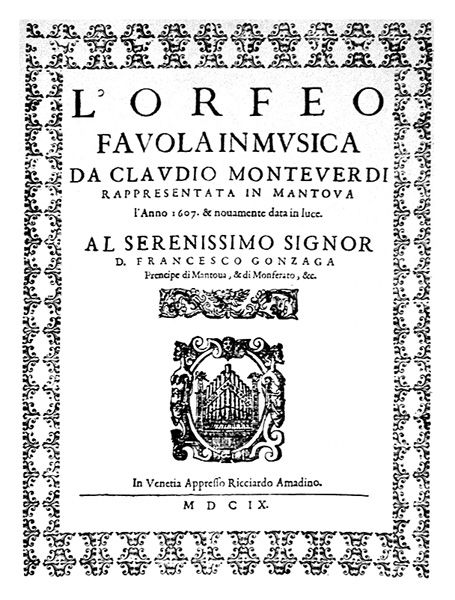

L'Orfeo, SV. 318, hay còn được gọi là La favola d'Orfeo, là vở opera của nhà soạn nhạc người Ý Claudio Monteverdi. Tác phẩm có lời được viết bởi Alessandro Striggio. Tác phẩm có cốt truyện dựa theo truyền thuyết Hy Lạp về Orpheus. Tác phẩm được viết vào năm 1607 và được trình diễn trong một lễ hội hằng năm tại Mantua. Trong vở ca kịch của mình, Monteverdi đã sử dụng cả dàn nhạc đệm theo (đó là lần đầu tiên trong lịch sử opera). Vở opera này là một trong những vở opera tiêu biểu cho thời kỳ chuyển giao giữa âm nhạc thời kỳ Phục hưng và âm nhạc thời kỳ Baroque. Đây là một trong những vở opera tồn tại lâu nhất, nó còn được trình diễn tới tận ngày nay.

## Âm thanh
| Bản toccata từ vở opera L'Orfeo của Monteverdi |  |
|                                                |  |
|                                                |  |